# Solea aegyptiaca
A Solea aegyptiaca a csontos halak (Osteichthyes) főosztályának sugarasúszójú halak (Actinopterygii) osztályába, ezen belül a lepényhalalakúak (Pleuronectiformes) rendjébe és a nyelvhalfélék (Soleidae) családjába tartozó faj.

## Előfordulása
A Solea aegyptiaca elterjedési helye a Földközi-tenger, Tunéziától Egyiptomig. Állományai vannak az Adriai-tenger déli részén, az egyiptomi Quarum-tóban és a Szuezi-csatornában is. Sokszor összetevéstik a Solea solea (Linnaeus, 1758) hallal, ekkor annak szinonimájával, a Solea vulgaris-szal Quensel 1806 illetik.

## Megjelenése
Ez a halfaj legfeljebb 65 centiméter hosszú.

## Életmódja
A Solea aegyptiaca egyaránt megél a tengerben, de a brakkvízben is. Fenéklakó hal. Tápláléka a tengerfenéken lakó állatokból áll, például férgekből, kagylókból és csalánozókból.

## Felhasználása
Ezt a halat, csak kismértékben halásszák.